# Sort blok
Sort Blok er en taktik brugt af demonstranter til demonstrationer mm. Formålet er at undgå at politiet udpeger og anholder enkelte individer fra gruppen. En Sort Blok består i, at en del af eller hele demonstrationen, demonstrerer sortklædt og med maskering. Nogle gange indgår visse former for beskyttelse, f.eks. hjelme, benskinner, handsker, redningsveste, skjolde af vejskilte mv. Taktikken er især brugt af BZ-grupper og andre autonome grupperinger.
Efterhånden som denne taktik er blevet mere og mere populær gennem tiderne, og da den ofte er fundet sted i mere eller mindre militante sammenhænge, bliver Sorte Blokke hurtigt kædet sammen med militante grupperinger.
I dag bliver strategien ikke brugt i særlig stor stil i Danmark, fordi det danske politi ofte bruger en mere mobil taktik, men strategien bliver ofte brugt i udlandet, f.eks. Sverige, Tyskland og Grækenland[kilde mangler]. I langt de fleste lande bruges maskering dog stadig i stor stil, og stilen med det sorte tøj bliver også ofte brugt.

## Historie
Idéen om sort blok opstod efterhånden som politiet og pressen intensiverede deres overvågning af demonstrationer og aktioner op gennem 80'erne, især i forhold til BZ, hvor man dokumenterede, hvad der foregik via fotografier og videooptagelser.[kilde mangler]